# Liam Ansell
Pour les articles homonymes, voir Ansell.
Liam Ansell né le 12 novembre 1993 à High Wycombe, est un joueur de hockey sur gazon anglais et britannique. Il évolue au poste d'attaquant au Wimbledon HC et avec les équipes nationales anglaise et britannique.

## Carrière

### Coupe du monde
- Top 8 : 2018

### Jeux olympiques
- Top 8 : 2020